# الورم الظهاري المياليني

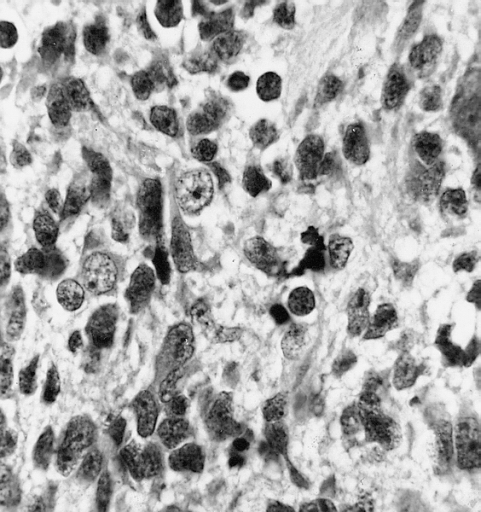
الورم الظهاري النخاعي.

الورم الظهاري المياليني هو ورم بدئي نادر وسريع النمو يُعتقد أنه ينشأ من خلايا تجويف النقي الجنيني. يشار إلى الأورام التي تنشأ في الجسم الهدبي للعين باسم الورم الظهاري المياليني الجنيني أو الديكتيوما.
يعد الورم الظهاري المياليني ورم ظهاري عصبي بدئي خبيث للغاية لامتمايز عند الأطفال، وقد يحتوي على العظام والغضاريف والعضلات الهيكلية ويميل إلى الانتشار خارج القحف.

## العلامات والأعراض
أبلغ عن حدوث الورم الظهاري المياليني في نصفي الكرة المخية وجذع الدماغ والمخيخ والجهاز العصبي المحيطي.
بسبب النمو السريع للورم، يعاني المرضى عادة من زيادة الضغط داخل القحف، ونوبات الصرع، والعلامات العصبية البرؤرية.

## التشخيص
يمكن أن تساعد دراسات التصوير مثل التصوير المقطعي المحوسب (CT) والتصوير بالرنين المغناطيسي (MRI) في التشخيص. يظهر الورم الظهاري المياليني متساوي أو منخفض الكثافة مع عدم تجانس متغير وتكلس في التصوير المقطعي المحوسب غير المتباين، ويتحسن عند استخدام التباين. يتوافق هذا الاكتشاف الشعاعي مع ورم الأديم الظاهر العصبي، خاصة عند الأطفال. يمكن استخدام تحاليل الدم وتصوير البطن للكشف عن النقائل.
يمكن استخدام خزعة الإبرة للمساعدة في التشخيص. يتطلب التشخيص النهائي فحص الأنسجة المرضية لأنسجة الورم المستأصلة جراحيًا.
من الناحية النسيجية، يشبه الورم الظهاري المياليني الأنبوب العصبي البدئي مع العناصر العصبية والدبقية واللحمة المتوسطة. يمكن أيضًا ملاحظة أشكال فليكسنر-وينترشتاين.
من الناحية المناعية، تكون البنى الشبيهة بالأنبوب العصبي إيجابية الفيمينتين في غالبية الأورام الظهارية الميالينية. الأورام الظهارية الميالينية ضعيفة التمايز تكون سلبية الفيمينتين.

### التصنيف
صنف الورم الظهاري المياليني في الأصل على أنه الورم الأكثر بدئية في الجهاز العصبي المركزي (CNS) بواسطة بيلي وكوشينغ في عام 1926. صنف رورك وآخرون هذا الورم إلى نوعين فرعيين:
1. الورم الظهاري المياليني غير المحدد بطريقة أخرى
2. الورم الظهاري المياليني مع التمايز إلى الخلايا النجمية، الخلايا الدبقية قليلة التغصن؛ خلايا البطانة العصبية؛ الخلايا العصبية الأخرى (الميلانين، خلايا اللحمة المتوسطة)؛ والعناصر الخلوية المختلطة.

## العلاج
يعد الاستئصال الكامل للورم، متبوعًا بالعلاج الإشعاعي، هو أسلوب العلاج القياسي. قد يستلزم الورم الظهاري المياليني في الجسم الهدبي استئصال العين. العلاج الإشعاعي وحده قد يطيل البقاء على قيد الحياة. يستخدم العلاج الكيميائي الجائح مع زرع نخاع العظم الذاتي في حالات الورم النخاعي النخاعي النقيلي.

## الإنذار
يحمل الورم الظهاري المياليني إنذارًا ليس جيدًا بمتوسط بقاء يبلغ 5 أشهر.

## علم الأوبئة
غالبًا ما يصيب الورم الظهاري المياليني الأطفال الذين تتراوح أعمارهم بين 6 أشهر و5 سنوات؛ في حالات نادرة، قد يحدث هذا الورم خلقيًا أو يتجاوز هذه الفئة العمرية. الإصابة متساوية عند الذكور والإناث.